# Janina Przysiężniak
Janina Przysiężniak z domu Oleszkiewicz „Jaga” (ur. 22 czerwca 1922 w Kuryłówce, zm. 30 marca 1945 tamże) – łączniczka i sanitariuszka NOW-AK. Od 11 stycznia 1944 żona mjra Franciszka Przysiężniaka.

## Życiorys
Córka Franciszka i Katarzyny z domu Kyci. Miała czworo rodzeństwa: Marię, Mariana, Bronisławę i Stanisława.
Aresztowana w nocy z 29 na 30 marca 1945 przez kolaborujące z rosyjskim okupantem UB, pomimo faktu, że była w siódmym miesiącu ciąży. Po całonocnym przesłuchaniu i torturach, następnego dnia pozornie zwolniona, odwieziona do rodzinnej wsi Kuryłówka, gdzie funkcjonariusz UB z Niska Andrzej Machaj strzelił jej w plecy z pistoletu maszynowego. Odpowiedzialny za mord kolaborant został zastrzelony latem 1945 roku podczas ataku żołnierzy podziemia na posterunek Milicji Obywatelskiej w Kamieniu.
Pochowana na cmentarzu w Tarnawcu (obecnie część wsi Kuryłówka Polski Koniec). 17 czerwca 2020 pośmiertnie awansowana na stopień podporucznika. 27 sierpnia 2021 jej rzeźba została umieszczona na Pomniku Żołnierzy Wyklętych w Mielcu.